# 嘸蝦米輸入法
嘸蝦米輸入法，為台灣人劉重次發明的中文輸入法。它是一種形碼輸入法，將漢字分拆成字型結構，再以字型結構的形、音、義與英文字母加以聯想，拼出漢字。嘸蝦米輸入法的發想始於劉重次在歐洲留學期間（1969年 - 1975年左右），當時因為Telex電傳系統（電報機）普及，劉重次於是想創造一種便利中文資訊溝通的方法，於是投入中文檢字法的世界，經過數十年後嘸蝦米輸入法才告完成，並於1990年成立「行易有限公司」。

## 名稱
嘸蝦米一詞，為台語「無啥物」（臺羅：bô-siánn-mi̍h）之官話音譯，意思為「沒什麼」。其外文名稱使用「Boshiamy」一名；另外軟體檔案使用「Liu」一名，則取自發明人的姓氏──劉。例如2007年可下載之Windows試用版檔名為「liu2007b.exe」。
然而，據輸入法官網所稱，以「嘸蝦米」作為輸入法的名字，「意思是說，要取大根，不要取『蝦米根』。」
依據《教育部重編國語辭典修訂本》，「嘸」字的國語讀音，注音為ㄨˇ（漢語拼音：wǔ）。

## 字根
嘸蝦米輸入法字根數量多，為目前著名形碼輸入法之中最多者。依官方的字根總表統計，基本字根有341個，簡速字根有156個。然而有輸入法研究者指官方列表上省去了或遺漏一些近形字根，例如只列出「夂」卻省去「攵」，只列出「佳」卻省去「隹」等。如果計算回省去或遺漏的字根，實際字根數量不止於此。據嘸蝦米用戶Deltazone（洋蔥）的羅列，嘸蝦米實際上有基本字根580個，簡速字根175個，加起來字根總數有755個。。「嘸蝦米查碼程式」製作者liuzmd1還直言嘸蝦米有「隱藏字根」。
嘸蝦米輸入法的基本字根，依據官方的分類，絕大部份的字根可分為「形」、「音」、「義」三大類，以26個英文字母做聯想與運用，但仍有11個字根必須另行記憶。官方稱，這樣的配合聯想方法，是便利初學者熟記它的三百多個字根與英文字母的對應。
至於簡速字根，乃為提升速度而設。同一個字，即使不使用簡速字根，也可以用基本字根來組成。但若在基本字根以外，額外多記這156個簡速字根，可減少部分字的輸入碼數，詳見下方「縮短碼長」段落。依據官方說明，大部份簡速字根都能納入「形」、「音」、「義」。
當中字根與英文字母配合的關係有：

### 「形」
取字根的形狀，中文字根與英文字母形狀相似。例如：
| 漢字 | 字根                     | 取碼 | 說明                                                                             |
| ---- | ------------------------ | ---- | -------------------------------------------------------------------------------- |
| 哈   | 「口」「亼」「口」       | OAO  | 「口」似「O」，「亼」似「A」，「口」似「O」                                      |
|      | 「言」「亼」「𠕁」       | IAM  | 「言」（言做部首時的草書寫法）似「I」（i，草書），「亼」似「A」，「𠕁」似「M」。 |
|      | 「金」「勹」「厶」       | ANU  | 「金」似「A」，「勹」似「N」，「厶」似「U」。                                    |
| 喱   | 「口」「厂」「里」         | OLQ  | 「厂」顛倒後似「L」，「里」似「Q」。                                               |
|      | 「扌」「⺕」「冖」「巾」 | JENN | 「扌」似「J」，「⺕」反轉後似「E」，「冖」和「巾」也似「N」。                    |
|      | 「扌」「寸」「辶」       | JAW  | 「扌」似「J」，「寸」似「A」，「辶」似「W」。此字在簡體模式才能輸入。            |
| 抬   | 「扌」「厶」「口」       | JUO  | 「扌」似「J」，「厶」似「U」，「口」似「O」。                                    |
| 阿   | 「阝」「丁」「口」       | BTO  | 「阝」似「B」，「丁」似「T」，「口」似「O」。                                    |
| 屹   | 「山」「𠂉」「乙」       | EVZ  | 「山」似「E」，「𠂉」似「V」，「乙」似「Z」。                                    |
|      | 「⺕」「工」「口」「寸」 | EIOA | 「⺕」似「E」，「工」似「I」，「口」似「O」，「寸」似「A」。                     |

其中某些字根，或許會使初學者感到困惑，如「寸」「口」「言」「丁」字，應該取其「形」還是「音」。原則上，若這個字根能唸的出來，大部份是取其「音」，然而少數字根，其與「形」更容易聯想，「形」對於初學者而言，是最直覺也最容易記憶的字根，故字根能夠發音但仍然歸屬於「形」者，要稍作留意。

### 「音」
取字根的發音，中文字根與英文字母發音相似。例如：
| 漢字 | 字根                     | 取碼 | 說明                                                                                                 |
| ---- | ------------------------ | ---- | --- |
| 粉   | 「米」「八」「刀」       | MBD  | 「米」似「M」（聲母），「八」似「B」（聲母），「刀」似「D」（聲母）。                                |
| 扉   | 「戶」「〢」「三」「三」 | FRSS | 「戶」似「F」（諧音），「〢」似「R」（諧音），「三」似「S」（聲母）。                                |
|      | 「糸」「ㄊ」「儿」         | STR  | 「糸」視為「絲」旁似「S」（諧音），「ㄊ」似「T」（聲母），「儿」視為「兒」簡化字（ㄦˋ）似「R」（韻母）。 |
|      | 「食」「气」「米」         | XKM  | 「食」似「X」（諧音），「气」似「K」（諧音），「米」似「M」（聲母）。                                  |
|      | 「」「」                 | DGR  | 「鬥」似「D」（聲母），「臼」似「G」（諧音），「儿」似「R」（諧音）。                                      |
|      | 「虍」「夂」「几」         | ZPR  | 「虍」似「Z」（「據」之諧音），「夂」似「P」（聲母），「几」似「R」（「儿」之諧音）。                  |

大部份的字根，依據其本身的「聲母」或「韻母」或「諧音」聯想，如：
- 「B」之字根：「半」「不」「比」「八」，皆來字於其「聲母」
- 「C」之字根：「西」「夕」，皆來字於其「諧音」
- 「D」之字根：「大」「刀」「豆」「歹」「鬥」「斗」，皆來字於其「聲母」

當中，某些字根為「筆順」，此時以其筆順名的發音或特徵做聯想，如：
- 「丿」，其筆順名為「撇」，故取其聲母「P」
- 「㇏」，其筆順名為「捺」，故取其聲母「N」
- 「乛」「𠃌」，其特徵為「歪」，故取其諧音「Y」

但特別注意的是，某些字根不以其本身的發音或諧音聯想，而是借助某一帶有其字根的漢字做聯想，這點須留意，如：
- 「糸」，應以「絲」的諧音做聯想，為「S」
- 「虍」，應以「據」的諧音做聯想，為「Z」
- ，應以的諧音做聯想，為「X」

另外，亦有少數字根與音的聯想，需要借助額外的意義做聯結，如：
- 「弓」「冎」，以其內喉發音的特徵做聯想，為「Q」
- 「食」「氏」「升」「黽」，聲母皆為「ㄕ」，將它們與「ㄙ」「ㄒ」發音做區別，為「X」

有一些要用台語發音做聯想，或者用變化發音做聯結，如：
- 「戶[11]」是「F」，不是「H」
- 「臼」是「G」，不是「J」
- 是「K」，不是「Q」

故初學者開始學習與「音」有關的字根時，應多加留意其與英文字母之間的發音關係，以不致於發生困惑而導致學習上的困難。
還有一些取音的字根，曾被輸入法研究者指發音過於牽強，例如屬於「E」的「尹、酉、與」：
- 「尹[12]」與「寅」都唸ㄧㄣ，但前者是「E」後者是「N」
- 「酉」與「又」都唸ㄧㄡ，但前者是「E」後者是「U」
- 「與」與「雨」都唸ㄩ，但前者是「E」後者是「U」

與注音符號象形的字根大多依注音符號取音，但也有一些例外，例如：
- 字根「ㄅ」不算作「B」，而算作「K」
- 字根「ㄙ」不算「S」或「X」，而算作「U」
- 字根「ㄍ」不算「G」，而算作「R」

等等，都要特別記住。

### 「義」
取字根意思的聯想，共分成三個部份：

#### 數目字
以下全部列舉：
- 「〇」為「O」（形）[13]
- 「一」為「E」（音）
- 「二」為「R」（音）
- 「三」為「S」（音）
- 「四」為「F」（英文Four）
- 「五」為「W」（音）
- 「六」為「L」（音）
- 「七」為「C」（音）
- 「八」為「B」（音）
- 「九」為「K」（閩南語發音）
- 「十」為「J」（閩南語發音）

#### 英文
以下全部列舉：
- 為「C」（Car）
- 「中」「央」為「C」（Center）
- 「日」為「D」（Day）
- 「女」為「G」（Girl）
- 「手」為「H」（Hand）
- 「心」為「H」（Heart）
- 「我」為「I」（I）
- 「王」為「K」（King）
- 「斤」為「K」（Kilo）
- 「亻」為「P」（People）
- 「木」為「T」（Tree）
- 「佳」為「V」（Very good）
- 「水」為「W」（Water）

#### 搖頭擺尾
指的是字根「形狀」上（不是「字義」上）的變化，可以想像把一個字根的形狀拿在手上，用力搖它，會被搖成另一個樣子。如：
- 「干、千、チ、乇」[14]「ㄐ、爿」等，取「G」
- 「乚、」「六、亠」「立、辛」等，取「L」
- 「、了」「辶、廴」等，取「W」
- 「彐、⺕、ヨ、习、尹[12]、丑、聿」「山、屮、屲、屯」「爫、爪」等，取「E」

其中，數目字的延伸也有大量的搖頭擺尾字根，特別要注意的字根就是「八」的搖頭擺尾「人」「入」，要與「亻」做區別。
搖頭擺尾可以說是字根為數最多的，故學習時，掌握好基礎的字根，與搖頭擺尾的字根一串一串地吸收，才能達到事半功倍的效果。
| 漢字 | 字根（搖頭擺尾字根以雙引號標示） | 取碼 | 搖頭擺尾說明                                         |
| ---- | -------------------------------- | ---- | ---------------------------------------------------- |
| 益   | 『丷』「一」「八」『皿』         | BEBF | 『丷』為「八」，『皿』為「四」。                     |
|      | 『丷』「王」「我」               | BKI  | 『丷』為「八」，「王」譯「King」，「我」譯「I」。    |
| 慬   | 「忄」『廿』『堇(無廿)』         | HRC  | 『廿』為「二」，『堇(無廿)』為「中」。               |
| 染   | 「氵」「九」「木」               | WKT  |                                                      |
| 嫶   | 「女」『隹』「灬」               | GVF  | 『隹』為「佳」（官方遺漏字根）。                     |
| 螹   | 『虫』「車」「斤」                   | CCK  | 『』為「中」。                                       |
|      | 『罒』「亻」『人』『人』         | FPBB | 『罒』為「四」（官方遺漏字根），「亻」『人』勿混淆。 |

### 必須以硬背來記憶的字根
有一部分字根，與英文字母的形、音、義都無法關聯，用戶必須以硬背來記憶。以下全部列舉：
- 「欠」是「I」。
- 是「K」。（可用聯想法，如：黃金 → K金、黃帝 → King）
- 「至」是「P」。
- 「兼」是「Q」。
- 「𧰨（“豕”無最上面一橫）」是「Q」。
- 「才」是「U」。
- 「衤」是「V」。（從好幾個角度看都有「V」的形狀在這個部首上面）
- 「鬼」是「V」。（可用聯想法，如：鬼很嚇人 → Very scary 、很怕鬼 → Very afraid）
- 「牙」是「X」。（「X」形狀像是上下兩顆尖牙）
- 「士」是「Y」。
- 「土」是「Y」。

然而，「黃」「兼」「鬼」這三個字根事實上是可以以拆碼的方式輸入的，分別是「REQB」「BEEF」「PQRU」，且可以類推於其它的漢字。而「豕（無最上面一橫）」，官方又將其視為「犭」的搖頭擺尾。故這四個字根，學習者可以視情況選擇要不要死記。

### 必須以簡化字來記憶的字根
還有一些字根，必需以簡體字的字形做聯想，以下全部列舉：
- 「言」作偏旁時簡化作「讠」，像小草「i」形，所以「言」歸入「I」。
- 簡化作，所以「臣」歸入「〢」即「R」。
- 簡化作，所以「齊」的上方歸入「文」即「W」。
- 簡化作，所以「婁」的上方歸入「米」即「M」，等等。

### 潛規則
嘸蝦米輸入法在拆字時，會應用到一些潛規則，雖然官方沒獨立說出來，但在分解漢字時實際上會用到。個別學習者或許會有所困惑，另一些學習者會主張背簡碼來輸入這些有困惑的漢字。例如：
- 除了官方的字根表外，輸入法內還有一些「隱藏字根」（undocumented），官方並沒有列出，要用戶自行發現[8]。例如：
  - 、等字的「菐」可以取「FB」。「對」的左旁，「業」、「叢」上方可以取「F」。
  - 「楠」、「蝻」、「献」等字的「南」可以取「N」。
  - 「蜷」、「圈」、「勌」等字的「卷」可以取「P」。
  - 「拔」、「茇」、「蛂」等字的「犮」可以取「A」。但「盋」字不可以這樣取。

- 如果沒有該字根，在拆字時要借用樣貌相似的字根。其實即是官方遺漏的搖頭擺尾字根。例如：
  - 「唯」字沒有「隹」字根，所以借用樣貌相似的「佳」字根。
  - 「己」字沒有「コ」字根，所以借用樣貌相似的「ユ」字根。
  - 「草」字沒有「艹」字根，所以借用樣貌相似的「廾」字根。
  - 「敬」字沒有「卝」字根，所以借用樣貌相似的「廾」字根。
  - 「罪」字沒有「罒」字根，所以借用樣貌相似的「四」或「皿」字根。
  - 「鬲」字沒有「丅」字根，所以借用樣貌相似的「丁」字根。
  - 字沒有「攵」字根，所以借用樣貌相似的「夂」字根。
  - 「亦」字沒有「赤(無土)」字根，所以借用樣貌相似的「㣺」字根。
  - 「兵」字沒有「丘(無底橫)」字根，所以借用樣貌相似的「斤」字根。
  - 字沒有「彑(無底橫)」字根，所以借用樣貌相似的「夕」字根。
  - 字沒有「𦥑」字根，所以借用樣貌相似的「臼」字根。
  - 字沒有「ㄗ」字根，所以借用樣貌相似的「卩」字根。
  - 「除」字沒有「余(無人)」字根，所以借用樣貌相似的「禾」字根。
  - 「冒」字沒有「⺜」字根，所以借用樣貌相似的「日」字根。
  - 字舊版沒有「嗇(無回)」字根，所以借用樣貌相似的「巫」字根。新版已加上此字根。

不過用戶同時要注意，有些形狀不能以樣貌相似的字根借代，必須再分拆，例如「无」字不能借用「旡」字根，要分拆作「一」「尢」。「刁」字不能借用「刀」字根，要分折作「𠃌」「㇀」。所以官方遺漏的字根能否套用「搖頭擺尾」的方法，是有限制的，並不是無限搖頭擺尾。

## 取碼原則

### 大根原則
取碼時，先取較大的字根。例如：
- 取「SAO」：即「糸」「亼」「口」。不取「WSAO」 （「ㄠ」「小」「亼」「口」）。
- 「春」取「FND」：即「丰」「㇏」「日」。不取「SBD」（「三」「八」「日」）
- 取「EQE」：即「聿」「田」「一」。不取「EYQE」（「肀」「土」「田」「一」）。

但是亦有例外：（依官方所述，有些字會以為主，但仍不跳脫大根原則）
- 取「JBGO」：即「扌」「人」「干」「口」。但「JAJO」（「扌」「亼」「十」「口」）比「JBGO」更符合大根原則。
- 取「IAK」：即「言」「丶」「王」。但「ILY」（「言」「亠」「土」）比「IAK」更符合大根原則。
- 取「JOOK」：即「十」「口」「口」「畏(無田)」。但「YOOK」（「土」「口」「口」「𧘇(無首筆)」）比「JOOK」更符合大根原則。
- 「囧」取「ORN」：即「囗」「儿」「冂」。但「FNO」（「四」「冂」「口」(補根)）比「ORN」更符合大根原則。
- 取「VFF」：即「𠂉」「卌(有底橫)」「灬」。但「WSF」（「午」「丗」「灬」）比「VFF」更符合大根原則。
- 「兵」取「POB」：即「丿」「丘(無丿)」「八」。也取「KEB」：即「斤」「一」「八」。第一個方式不符合大根原則，是容錯碼。
- 「天」取「GNN」：即「チ」「㇏」「㇏」。也取「EDN」：即「一」「大」「㇏」。第二個方式不符合大根原則，是容錯碼。
- 「物」取「SNM」：即「牛」「勹」「〃」。但「SDP」（「牛」「ㄉ」「丿」）比「NMP」更符合大根原則。

例外字當中，有一部分是因為嘸蝦米輸入法把一些形狀當成分水嶺，會順高底次序取分水嶺上方、分水嶺、分水嶺下方的部件。常見的分水嶺包括：四面包圍型（方框形）的字根，三面包圍型的字根，一點、兩點、三點、四點或其類似形狀，和「氺」「氶」「龰」「止」「𠂉」「个」「禾」「畏(無田)」「王」「𧰨」等字根。因此，像「註」「喪」等字可以據此解釋。但仍有一些字未能解釋。

### 取碼順序
1. 取碼順序多數按照書寫順序為原則，包括「辶」、「廴」為最後取碼。
2. 「平頭」的文字則從左至右取碼。
3. 「不平頭」的文字，從上至下取碼，較高出的根先取。
4. 但若可以截斷筆畫取出部件的話，或者在一些能以視覺辨識的原理來分解的字中，就以目視來分拆字的輪廓，稱為「眼順」，不與筆順符合。
5. 連體字，如「、申、由」等字，需要將「四面包圍」的字根，如此處三個字中的「田」字，獨立取碼。
6. 「三面包圍」的字根，如「勿、易、陽」中的「勹」字，獨立取碼。
7. 將一點、兩點、三點、四點等字根獨立取碼。
8. 「戈(無丶)」「弋(無丶)」這兩個字根，應先取上方的一點，即「A」，接着取「戈(無丶)」「弋(無丶)」，再取下方的字根。
9. 像「戈、弋」同類的字，例如「犬、求、甫、朮」等，亦先取上方的一點，即「A」，再取下方的部件，即是將中間部件視為分水嶺取碼。
10. 有兩旁相稱的根夾另一字根時，把被夾的字根分為上下兩個字根。換言之被夾的字根要被從中間腰斬，破開為上下兩個根。

例如：
| 漢字 | 字根                           | 取碼 | 說明                                                                                     |
| ---- | ------------------------------ | ---- | ---------------------------------------------------------------------------------------- |
| 造   | 「⺧」「口」「辶」             | SOW  | 依筆順。                                                                                 |
|      | 「金」「聿」「廴」             | AEW  | 依筆順。                                                                                 |
|      | 「糸」「言」「糸」「弓」       | SISQ | 「彎」為「平頭」字，故上方部件應由左至右取碼。                                           |
| 非   | 「〢」「三」「三」             | RSS  | 「非」非「平頭」字，從上至下取碼，而非按筆順取「丿」「三」「丨」「三」。                 |
| 申   | 「丨」「田」「丨」             | IQI  | 中間的「田」應獨立取碼。依眼順不依筆順。                                                 |
| 柬   | 「十」「𡆧」「个」               | JQS  | 中間的「𡆧」應獨立取碼。依眼順不依筆順。                                                 |
|      | 「ㄊ」「丗」「木」             | TST  | 中間的「丗」應獨立取碼。依眼順不依筆順。                                                 |
| 拒   | 「扌」「匚」「コ」             | JFF  | 外圍的「匚」先取，再取右側的「コ」                                                       |
| 或   | 「丶」「戈(無丶)」「口」「一」 | AQOE | 之上的「丶」先取，接著取「戈(無丶)」，再取之下的「口」「一」。不依筆順。                 |
| 栽   | 「十」「丶」「戈(無丶)」「木」 | JAQT | 之上的「十」「丶」先取，接著取「戈(無丶)」，再取之下的「木」。局部依筆順，局部不依筆順。 |
| 述   | 「丶」「木」「辶」             | ATW  | 之上的「丶」先取，再取「木」，再取「辶」。局部依筆順，局部不依筆順。                     |
| 犬   | 「丶」「大」「㇏」             | ADN  | 之上的「丶」先取，再取「大」，並添加一枚輔根「㇏」。不依筆順。                           |
| 垂   | 「千」「十」「十」「土」       | GJJY | 被兩旁相夾的字根，分別取作「千」「土」。不依筆順。                                       |
| 爽   | 「十」「〤」「〤」「人」       | JXXB | 被兩旁相夾的字根，分別取作「十」「人」。不依筆順。                                       |
| 微   | 「(兩撇與ㄓ)」「丨」「儿」「攵」 | MIRP | 「(兩撇與ㄓ)」應同時取碼，以免字根過小，與「徵」「黴」等字重碼。不依筆順。               |
| 嬴   | 「吂」「月」「女」「卂」       | FUGZ | 「吂」應同時取碼，以免字根過小，與「贏」「羸」等字重碼。                                 |

### 截長
「截長」指的是一個字如拆碼超過四碼，則只取首、二、三、尾碼，其餘捨去。例如：
| 漢字 | 未截長時的字根                       | 截掉的字根   | 取碼 | 補充說明                                                 |
| ---- | ------------------------------------ | ------------ | ---- | -------------------------------------------------------- |
|      | 「廾」「口」「口」「佳」「欠」       | 「佳」       | ROOI |                                                          |
|      | 「魚(無灬)」「灬」「丷」「酉」「寸」   | 「酉」       | UFBA |                                                          |
| 澳   | 「氵」「丿」「冂」「釆」「大」       | 「釆」       | WPND |                                                          |
| 贏   | 「吂」「月」「目」「八」「卂」       | 「八」       | FUMZ | 「吂」應同時取碼，以免字根過小，與「嬴」「羸」等字重碼。 |
|      | 「月」「八」「人」「口」「卩」       | 「口」       | UBBP |                                                          |
|      | 「丿」「㠯」「止」「⺕」「冖」「巾」 | 「⺕」「冖」 | PBZN |                                                          |
|      | 「艹」「爿」「巫」「口」「口」       | 「口」       | RGWO |                                                          |

### 補短
「補短」指的是一個字拆碼如不足三碼，則須加上補根，就是最後一筆劃或形狀。例如：
| 漢字 | 未補短時的字根      | 補根           | 取碼     | 補充說明                                                     |
| ---- | ------------------- | -------------- | -------- | ------------------------------------------------------------ |
| 明   | 「日」「月」        | 「一」         | DUE      |                                                              |
| 合   | 「亼」「口」        | 「口」         | AOO      |                                                              |
| 取   | 「耳」「又」        | 「乂」         | RUX      |                                                              |
| 卒   | 「𠅃」「十」        | 「十」         | JJJ      |                                                              |
|      | 「雨」「云」          | 「丶」         | UTA      |                                                              |
| 鹿   | 「鹿(無比)」 「比」 | 「乚」         | LBL      |                                                              |
| 建   | 「聿」「廴」        | 「㇏」         | EWN      |                                                              |
|      | 「鳥(無灬)」 「几」     | 「乚」或「乙」 | NRL／NRZ | 「乚」「乙」在許多時候定義模糊，尚有爭議，故兩者在此時皆可。 |

不過，十一個數目字「〇、一、二、三、四、五、六、七、八、九、十」的使用率很高，所以不必添加補根，只須一碼即可輸入。但若做為其它漢字的字根時，則不適用這個規則，如：「仁」字，應取「PRE」。

### 縮短碼長
因為補短原則，騰空了很多二碼位置和部分一碼位置，這空間便用來加上最常用的字，以縮短輸入碼長，計有簡速字根、一碼簡碼字和二碼簡碼字。

#### 簡速字根
為了再減少其他字的碼長，還加上了一百多個簡速字根。這些字根多數是字的常見偏旁，比其他字根大的多。例如：
- 「俞」是簡速字根，歸「A」，所以：
  - 「俞」字由「AUR」縮短至「A」，但因不足三碼，依「補短」規則，於是補上一枚輔根「亅」。結果取「AI」。
  - 「愈」字由「AURH」縮短至「AH」，但因不足三碼，依「補短」規則，於是補上一枚輔根「丶」。結果取「AHA」。
  - 字由「CAUR」縮短至「CA」，但因不足三碼，依「補短」規則，於是補上一枚輔根「亅」。結果取「CAI」。
- 「舍」是簡速字根，歸「B」，所以：
  - 「舍」字由「BGO」縮短至「B」，但因不足三碼，依「補短」規則，於是補上一枚輔根「口」。結果取「BO」。
  - 「舍」是簡速字根，歸「B」——「捨」字由「JBGO」縮短至「JBO」。
- 是簡速字根，歸「E」，所以：
  - 字由「YDEM」縮短至「YE」，但因不足三碼，依「補短」規則，於是補上一枚輔根「丿」。結果取「YEP」。
  - 字由「PVDM」縮短至「PVE」。
- 是簡速字根，歸「K」，所以：
  - 「感」字由「AQPH」縮短至「KH」，但因不足三碼，依「補短」規則，於是補上一枚輔根「丶」。結果取「KHA」。
  - 「憾」字由「HAQH」縮短至「HKH」。

簡速字根可以類推。

#### 一碼簡碼字和二碼簡碼字
一碼字的原則：除了十一個字母為數目字之外，尚有十五個字母未被使用而配上了文字，這些文字的碼大部分以某字的其中一碼或者音來配置，如:
- 字原來取「FEBA」，可用簡碼「A」，減少三碼。
- 「的」字原來取「PDNA」，可用簡碼「D」，減少三碼。
- 字原來取「TWWB」，可用簡碼「G」，減少三碼。

這十五個一碼字亦可以做為字根使用，如：
- 字原來取「FEBH」，也可以取「AHA」。
- 「啲」字原來取「OPDA」，也可以取「ODA」。

二碼字的原則：
- 由標準字根產生：某些字以基礎的打法本身就是二碼字，如:
  - 「金」字取「AE」，本身即為二碼字。
- 由簡速字根產生：嘸蝦米輸入法為了能夠增加打字的速度，增加了簡速字根，如上方所述。而依據簡速字根，某些字也成為了二碼字，如：
  - 字原來取「BEFE」，但同時也是簡速字根「B」，故「並」可取「B」，依「補短」規則，補上一枚輔根「一」。結果取「BE」，為二碼字。
  - 字原來取「AQPO」，但同時也是簡速字根「K」，故「咸」可取「K」，依「補短」規則，補上一枚輔根「口」。結果取「KO」，為二碼字。
- 由「頭碼」與「尾碼」產生：這是為數最多的二碼字類別，即取一個字的第一個碼以及最後一個碼，如：
  - 字原來取「SNMR」，取「覺」字的頭尾碼即「SR」。
  - 「感」字原來取「AQPH」，取「感」字的頭尾碼即「AH」。
- 由簡體字字型產生：此原則之下的二碼字只有九個，其中也有只取頭尾碼的成分，以下全部展示：
  - 字原來取「MIAT」，「術」的簡體字為「术」，故取作「AT」。
  - 字原來取「UOOW」，「靈」的簡體字為「灵」，故取作「EF」。
  - 字原來取「CDPW」，「遷」的簡體字為「迁」，故取作「GW」。
  - 字原來取「MKJ」，「開」的簡體字為「开」，故取作「KJ」（連補根）。
  - 字原來取「EKN」，「長」的簡體字為「长」，故取作「KN」（連補根）。
  - 字原來取「LLB」，「麗」的簡體字為「丽」，故取作「LA」（連補根）。
  - 字原來取「LSNP」，「廠」的簡體字為「厂」，故取作「LP」（連補根）。
  - 字原來取「RFNC」，「夢」的簡體字為「梦」，故取作「TC」。
  - 字原來取「YCRR」，「聲」的簡體字為「声」，故取作「YC」。
- 由形音義產生：幾乎所有此類的字，皆是以其發音或英文，或者再加上其本身的部分取碼組合而成，以下舉四個例子：
  - 「澳」字原來取「WPND」，取「澳」字的發音即「AU」。
  - 「街」字原來取「MIYT」，取「街」字的意思Street，縮寫為ST.，即「ST」。
  - 「得」字原來取「MIDA」，取「得」字的發音以及第三碼即「DD」。
  - 「己」字原來取「FLL」，取「己」字的發音即「GG」。
- 由「截取其中兩碼」產生：有些字不是按照順序挑選，甚至有以尾碼做開始的文字，以下舉例：
  - 字原來取「GMF」，取「媽」字的頭碼以及第二碼即「GM」。
  - 字原來取「GPTH」，取「麵」字的尾碼以及頭碼即「HG」。
  - 「哥」字原來取「TOTO」，取「哥」字的頭碼以及第三碼即「TT」。
- 由「只認得一碼，另一碼則硬性配對」產生：以下舉例：
  - 字原來取「ALDR」，取「鏡」字的頭碼，但另一碼則硬性配對，即「AC」。
- 由「硬性配對」產生：完全找不到與字根的關聯，如：
  - 「宣」字原來取「NEDE」，硬性配對為「CF」。

一碼和二碼簡碼字共編入702（26+26×26）字。它們不可以推類。例如「感」字取「AH」，但「憾」和「撼」並不能拆作「PAH」和「JAH」。
二碼簡碼字大多無規律可尋，但依據官方的二碼字表的內容中，字根中帶有「虫、心、皿、母、月、卑、兌、州、荒、疑、龰、𢦏」者，多屬二碼字。

## 符號的輸入
符號的輸入是嘸蝦米輸入法的一個特色，不僅常用的符號可以直接輸入，包括特殊符號的輸入，可以不必再像其他的輸入法一樣還要開起小鍵盤或者進入內碼尋找。值得注意的是，在輸入特殊符號時，截長補短的規則依舊套用於此。符號的輸入方式可分為以下兩種：
1. 一般符號輸入：輸入「,」「.」「..」「.,」「S.」「V.」「VV」「[」「[[」等就會出現「，」「。」「：」「；」「？」「！」「、」「「『」。
2. 特殊符號輸入：若要輸入特殊符號，必須先打上一個逗號再加上符號的碼，就可以直接打出特殊符號，如：
  - 「㊣」符號，只要輸入「,OEZ」就可以了。（「正」的嘸蝦米解碼為「EZE」，但加上逗號符號已經有三個碼了，固不必補短添加輔根。）
  - 「⑽」符號，只要輸入「,GJ」就可以了。（「G」為括號之意。）
  - 「§」符號，只要輸入「,SS」就可以了。（「§」形似「SS」。）
  - 「¼」符號，只要輸入「,EPF」就可以了。（「P」為撇。）
  - 「Δ」符號，只要輸入「,DEL」就可以了。（「Delta」的前三碼。）
  - 「☎」符號，只要輸入「,TEL」就可以了。（「Telephone」的前三碼。）

## 特色
- 嘸蝦米輸入法和倉頡輸入法一樣以26個英文字母為字根。
- 嘸蝦米輸入法和大易輸入法相比，保留了上排數字鍵給使用者直接輸入數字，操作筆記型電腦時此優點尤為明顯。
- 官方宣傳認為，嘸蝦米輸入法很簡單、速度很高、非常容易學習，是「史上最強輸入法」和「世界最佳中文輸入法」。
- 以26個英文字母為組字按鍵，官方宣傳時稱熟練中文打字後，通常亦能熟練英文打字。但有輸入法研究者提出異議[16]。
- 以「空白鍵」為組字鍵。
- 字根數量多是目前著名形碼輸入法之中最多的。
- 不少字根都比較大塊。碰到大塊的字根，便不用再分拆作小字根（補短時例外）。
- 官方宣傳及愛好者稱，字根分形、音、義歸類，容易學習和記憶。但有輸入法研究者提出異議[6]。
- 拆字時會在同一筆斷開，例如「申」取「IQI」即「丨、田、丨」，在同一筆（本例子中為豎筆）上砍斷（本例子中斷作三塊）。
- 官方宣傳及愛好者稱，拆字取碼規則簡單易學，遠勝其他輸入法。但有輸入法研究者提出異議[6]。
- 官方宣傳稱選字率低，適合盲打，能保護眼睛，減低對眼睛視力的傷害。但有輸入法研究者統計過，嘸蝦米重碼率是數種常見形碼輸入法之冠[17]。
- 除了可以輸入大多數字形輸入法都支援的基本正體中文、簡體中文外，還可直接輸入符號、日文漢字及平假名、片假名。
- 設有大量簡快碼、容錯碼。
- 支援Unicode，支援 Windows、Mac OS、Unix-like、Android 平台。
- 試用版嘸蝦米（官蝦）最多可輸入20組加字加詞。

## 另見
- 劉重次
- 偽蝦米